# Désert (Kościół)
le Désert (czytaj: le dezér) (w języku francuskim oznacza pustynię lub odosobnienie) – określenie tajnego Kościoła kalwińskiego, który istniał we Francji (przede wszystkim w Masywie Centralnym, Alpach, Gaskonii i Poitou) w okresie prześladowań religijnych ze strony monarchii francuskiej, trwającym ponad sto lat (od 1685 do 1787).
Określenie Désert miało 2 znaczenia:
- miejsca (zwykle były to niedostępne i odludne górskie wąwozy, lasy i groty), gdzie w tajemnicy odprawiano nabożeństwa protestanckie.
- alegorycznego odniesienia do biblijnego wędrowania Żydów po pustyni pod przywództwem Mojżesza (gdzie byli wystawiani przez Boga na różne próby i gdzie umocniła się ich wiara).

## Historia
Król Francji Ludwik XIV edyktem z Fontainebleau 18 października 1685 odwołał edykt nantejski, gwarantujący protestantom wolność wyznania. Od tej pory wszyscy Francuzi mieli stać się przymusowo katolikami: zabroniono nabożeństw ewangelickich, burzono kościoły i szkoły protestanckie, zarządzono przymusowy chrzest katolicki wszystkich dzieci, skazano na banicję pastorów, ale jednocześnie król zabronił innowiercom opuszczać Francję (nie chcąc tracić poddanych). Bez wyroku masowo wtrącano do więzienia kobiety i dzieci (najdłużej, bo 38 lat więziono Marie Durand, zamurowaną w wieży w Aigues-Mortes). Na południu Francji (gdzie protestantów było najwięcej) rolę „misjonarzy” pełniło wojsko królewskie (dragoni), którzy rozpętali terror (tzw. „dragonady”: znęcanie się, pobicia, konfiskaty, zabójstwa itp.) przeciwko opornym kalwinistom. Do szykan należało kwaterowanie dragonów w domach protestantów i na ich koszt, gdzie np. biciem w bębny uniemożliwiali gospodarzom sen. Dzieci były często odbierane protestanckim rodzicom i oddawane na wychowanie do katolickich zakonów. Za posiadanie ksiąg „heretyckich” groziła kara śmierci; wojsko szablami „zapędzało” opornych na msze. 
We wsiach trudniej było narzucać rekatolicyzację; tam też kultywowano protestantyzm w ukryciu. Nabożeństwa (także śluby i chrzty) odprawiano w odludnych, trudno dostępnych i strzeżonych miejscach, początkowo tylko w nocy, później także w dzień. Wygnanych pastorów zastępowali wierni, szerzył się mistycyzm i proroctwa. Przedmioty, związane z kultem (biblie, kielichy, modlitewniki) ukrywano w przemyślnych skrytkach (znane są np. kielichy "rozmontowywane" na części w celu lepszego ukrycia, kazalnica udająca skrzynię i biblie protestanckie, ukryte wewnątrz katolickich książek).
W wyniku prześladowań nawróciła się na katolicyzm znaczna część francuskich protestantów. Początkowy optymizm władz zakłóciło krwawe powstanie kamizardów w Langwedocji, które poważnie osłabiło prestiż monarchii. Wymuszone nawrócenia były często pozorne, co wykazał powrót znacznej części ludności do protestantyzmu po 1787 r. Do dziś południe Francji liczy procentowo najwięcej protestantów w kraju. 
Prześladowania religijne (o różnym stopniu nasilenia) trwały nieprzerwanie do 1787, kiedy król Ludwik XVI edyktem o tolerancji pozwolił protestantom francuskim na wolność wyznania. Od tego czasu mogli otwarcie wyznawać swoją wiarę. W 1789 rewolucja francuska wprowadziła równouprawnienie wszystkich wyznań religijnych we Francji.
Od 1910 istnieje w Mas Soubeyran "Musée du Désert" (Muzeum Désert), które dokumentuje historię "tajnego Kościoła" z okresu prześladowań. 
Na ziemiach polskich odpowiednikiem "Désert" był tajny Kościół luterański, działający na Śląsku Cieszyńskim w okresie prześladowań religijnych (od 1653 do 1709).